# Stenopadus sericeus
Stenopadus sericeus là một loài thực vật có hoa trong họ Cúc. Loài này được Maguire & Aristeg. miêu tả khoa học đầu tiên năm 1957.